# Преч (Бургенланд)
Преч (нем. Pretzsch) — деревня в Германии, в земле Саксония-Анхальт. Входит в состав коммуны Майневе района Бургенланд.
Население составляет 171 человек (на 31 декабря 2006 года). Занимает площадь 2,38 км².
Впервые упоминается в 1140 году.
Деревня Преч имела статус коммуны до 2010 года, когда вместе с населённым пунктом Унтеркака вошла в состав коммуны Майневе.